# Leptopholcus borneensis
Leptopholcus borneensis là một loài nhện trong họ Pholcidae. Loài này được phát hiện ở Borneo.